# Emanuele Calaiò
Emanuele Calaiò (* 8. Januar 1982 in Palermo) ist ein italienischer ehemaliger Fußballspieler.

## Laufbahn
Calaiò begann seine professionelle Karriere 1999 im Alter von 17 Jahren beim Torino Calcio. Bis 2003 stand er bei den Turinern unter Vertrag, wobei er zwischenzeitlich an Ternana und Messina ausgeliehen wurde.
Nach über einem Jahr bei Pescara Calcio spielte der Stürmer von Januar 2005 bis im Sommer 2008 für den SSC Neapel. In der Saison 2005/06 erzielte er für Neapel in der drittklassigen Serie C1 18 Tore und führte seine Mannschaft damit zum Aufstieg in die Serie B. In dieser wiederum verhalf er seinem Verein in der Saison 2006/07 mit 14 Toren zum Durchmarsch in die Serie A.
Zur Saison 2008/09 wechselte Calaiò zum Erstligakonkurrenten Neapels AC Siena. Nach dem Abstieg 2010 steuerte er 18 Treffer zum sofortigen Wiederaufstieg bei.
2018 gelang ihm mit Parma Calcio als Tabellendritter der Aufstieg in die Serie A. Er geriet jedoch unter den Manipulationsverdacht und wurde daraufhin 2 Jahre vom italienischen Fußballverband gesperrt. Außerdem musste er eine Geldstrafe in Höhe von 20.000 € zahlen.

## Titel und Erfolge
- Meister der Serie B (1): 2001
- Aufstieg in die Serie A (2): 2001, 2007, 2018